# 永松古墳
永松古墳（ながまつこふん）は、広島県福山市東村町（ひがしむらちょう）にある古墳。形状は円墳。福山市指定史跡に指定されている。

## 概要
広島県東部、松永湾北岸の丘陵上に築造された古墳である。丘陵上では、鳥越古墳群・高岩古墳群や馬場向古墳群（尾道市）など多くの古墳の分布が知られる。発掘調査は実施されていない。
墳形は円形で、直径約10メートルを測る。埋葬施設は無袖式の横穴式石室で、北西方向に開口する。石室内の副葬品は詳らかでない。築造時期は古墳時代後期の6世紀代と推定される。
古墳域は1974年（昭和49年）に福山市指定史跡に指定されている。

## 埋葬施設

石室俯瞰図

石室展開図

埋葬施設としては無袖式横穴式石室が構築されており、北西方向に開口する。石室の規模は次の通り。
- 玄室：長さ3.5メートル、幅約2メートル
- 羨道：長さ2.7メートル

玄室の平面形はやや胴張り形を呈する。羨道部の天井は、玄室に比べて一段低く形成する。

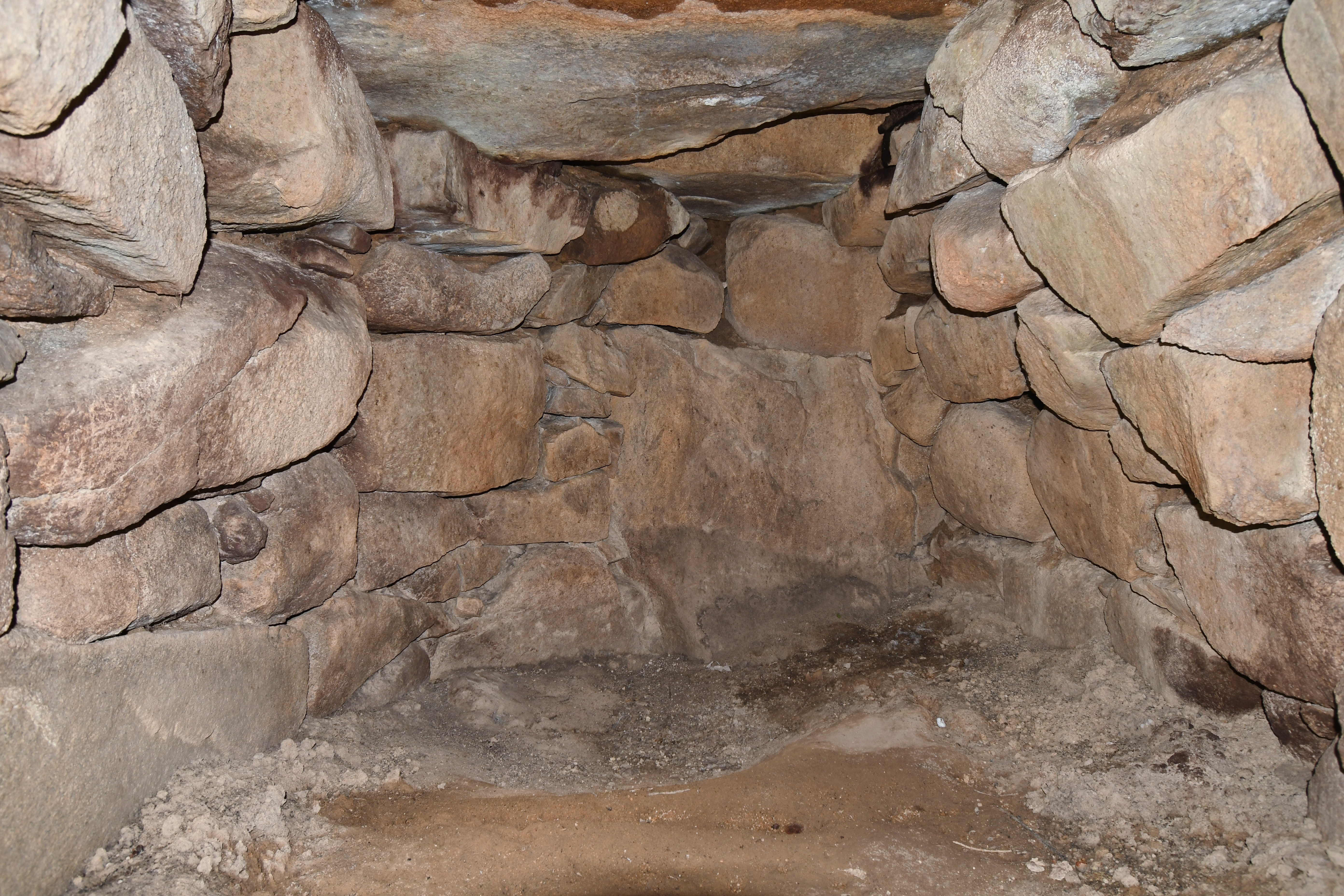
玄室（奥壁方向）
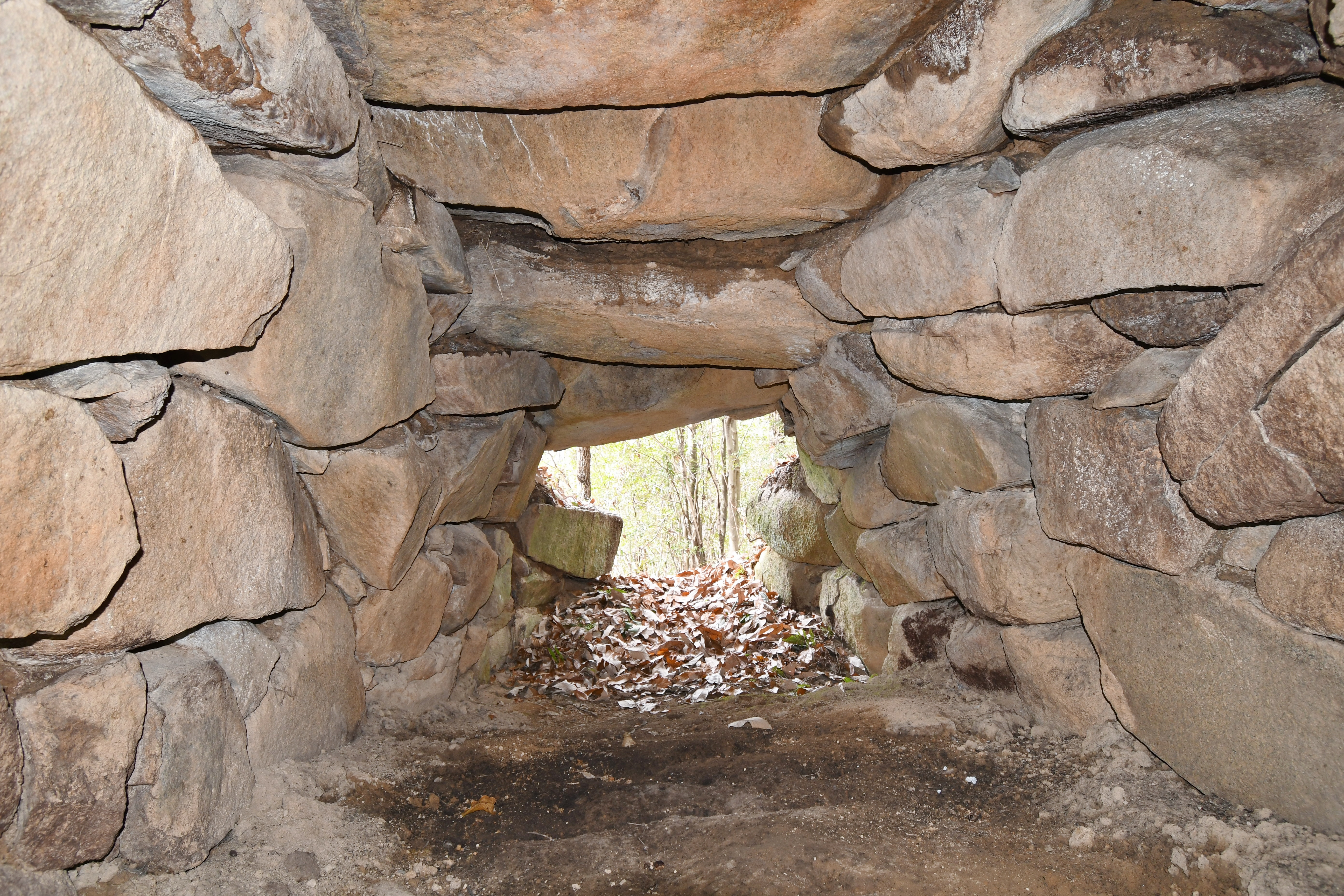
玄室（開口部方向）
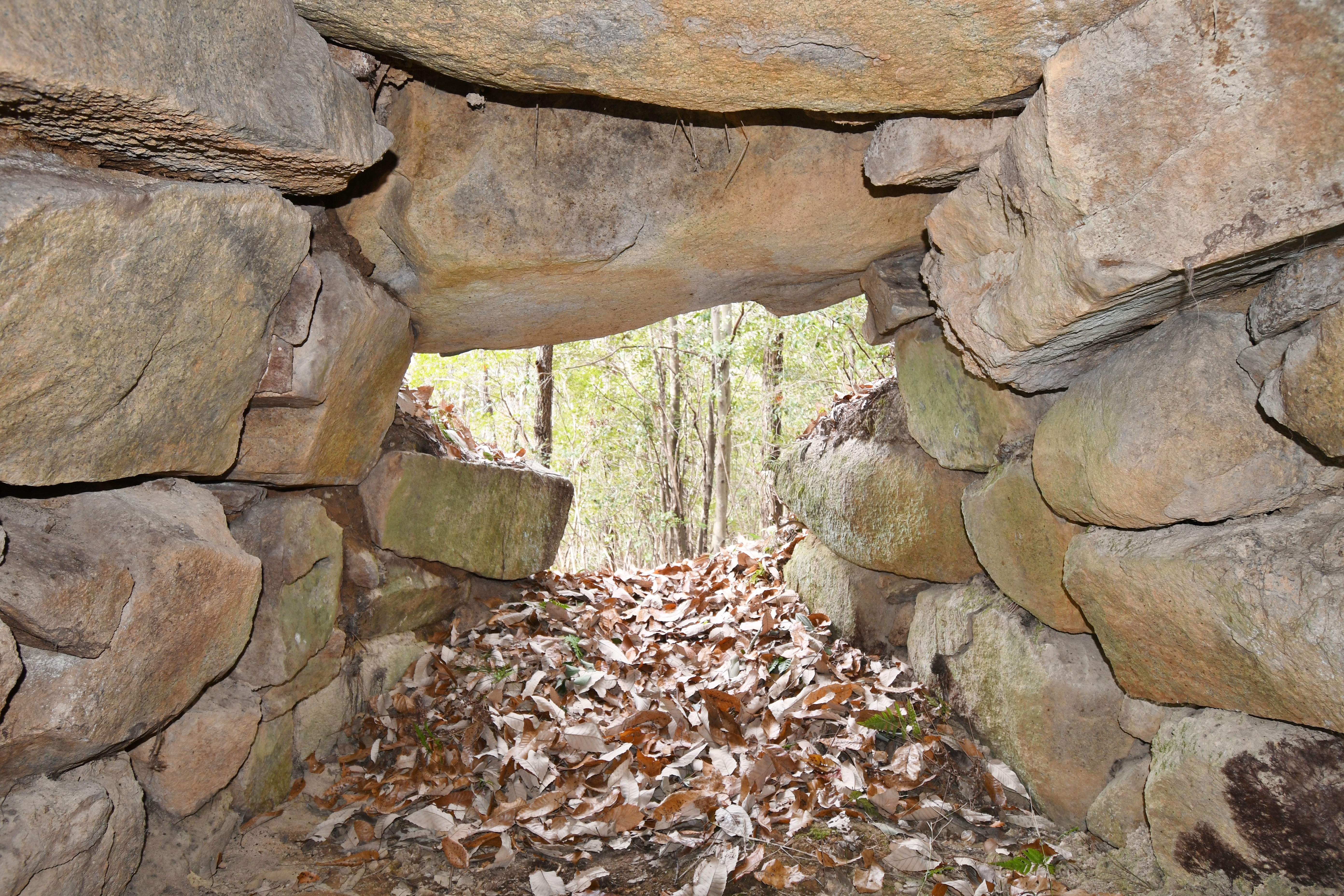
羨道（開口部方向）
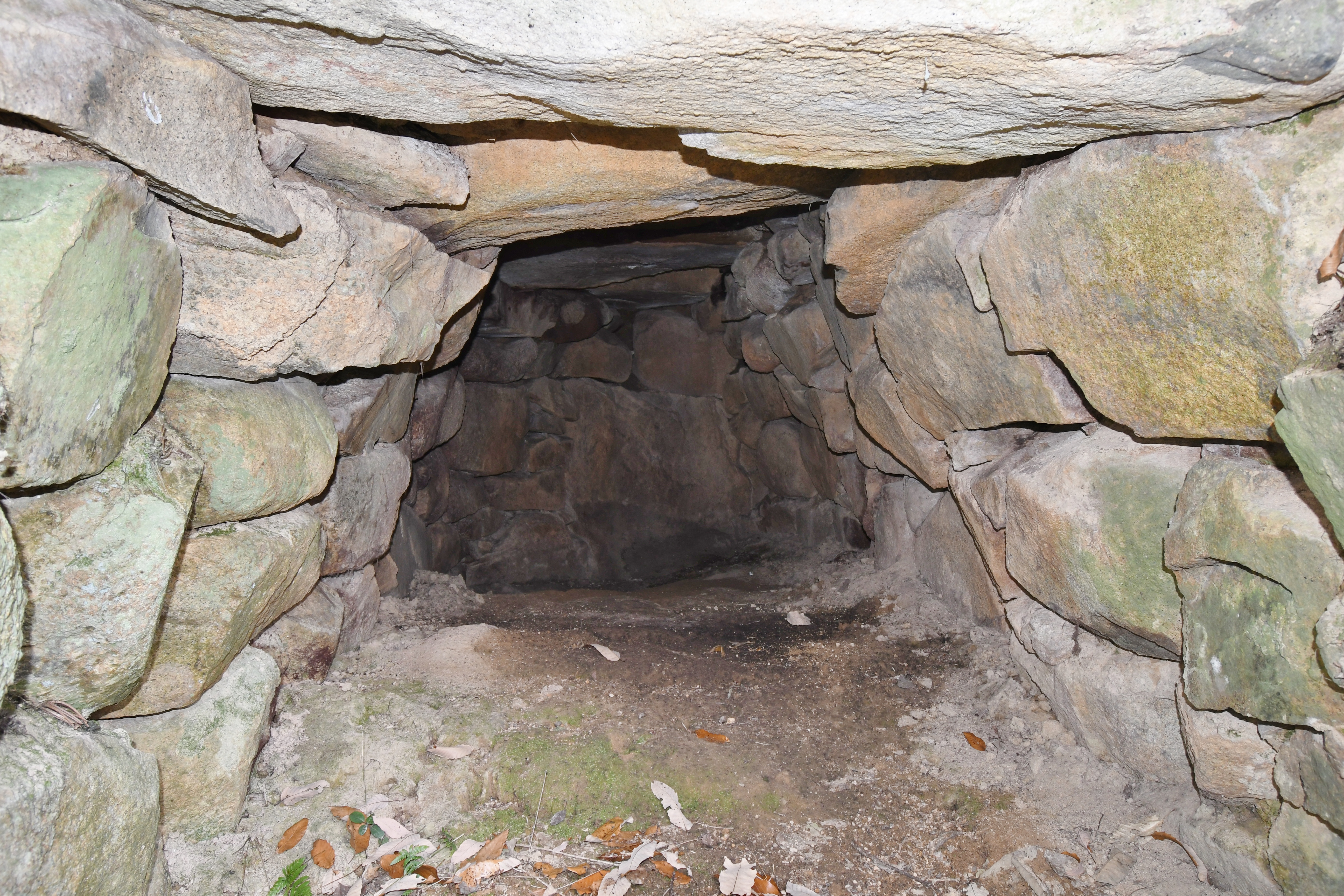
羨道（玄室方向）
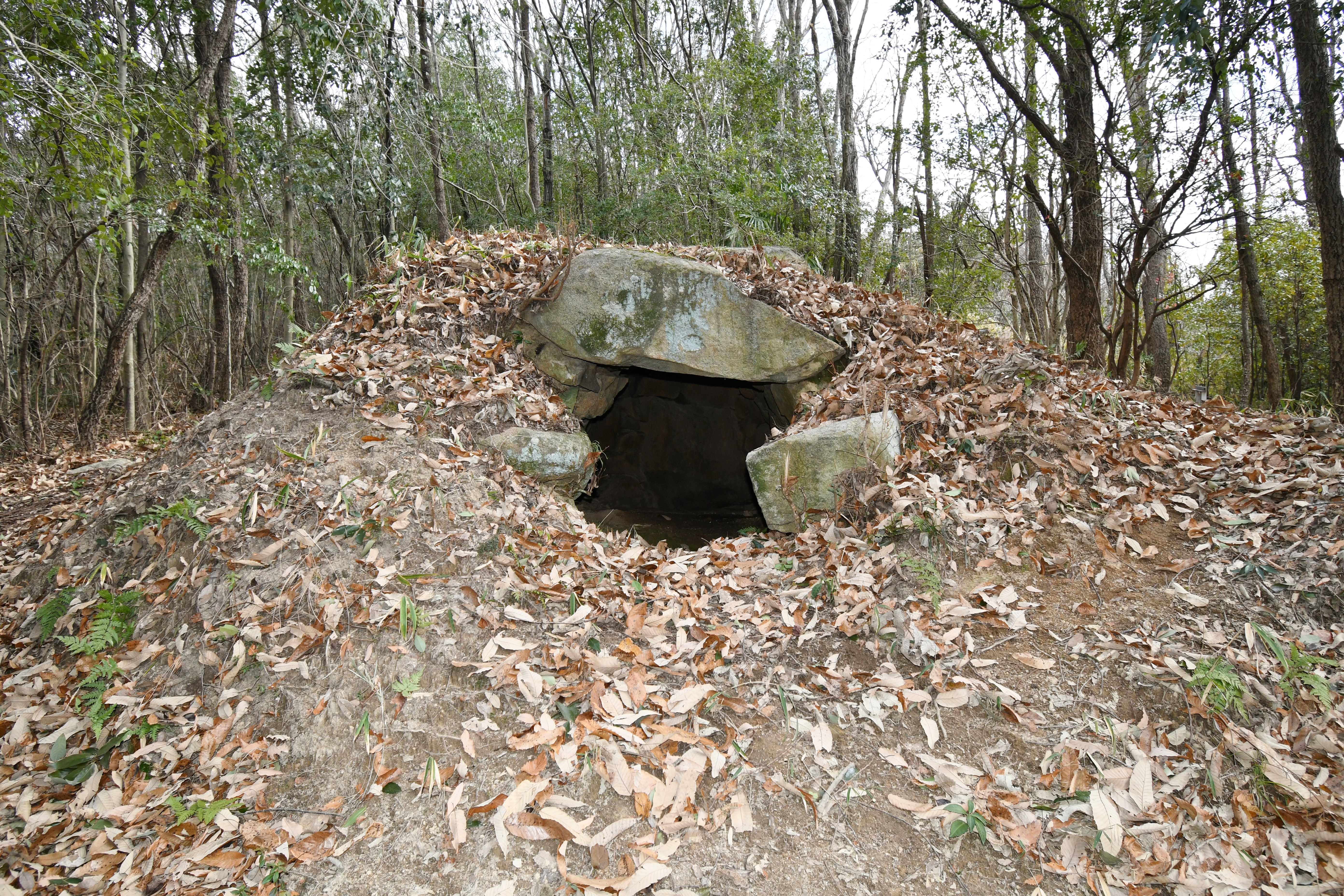
開口部

## 文化財

### 福山市指定文化財
- 史跡
  - 永松古墳 - 1974年（昭和49年）3月14日指定。